# Elezioni primarie negli Stati Uniti d'America
Le elezioni primarie, negli Stati Uniti d'America, sono il processo elettorale attraverso il quale ogni partito determina il proprio candidato alla presidenza per le elezioni generali. Pur non vincolati dalla Costituzione, i partiti da quasi un secolo determinano il loro candidato alle elezioni presidenziali tramite una serie di primarie e caucus. Essi si tengono nell'arco di cinque mesi in tutti i 50 stati della federazione, più vari territori di sovranità statunitense, ed esprimono i delegati incaricati di partecipare alla convention generale del partito. In essa si proclamano ufficialmente il candidato presidente e quello vicepresidente (costoro compongono il ticket). I partecipanti alla convention, detti come sopra delegati, sono assegnati ai vari candidati da ogni Stato e territorio, con criterio più o meno o per niente proporzionale, a seconda delle regole del partito locale. Dunque, riassumendo: ogni Stato o territorio assegna ai candidati i propri delegati, sulla base del risultato delle consultazioni popolari tenutesi a livello statale. Questi delegati partecipano alla convention nazionale del partito, che determina la platform (il programma) e il ticket (il duo di candidati alla presidenza e alla vicepresidenza).
Le elezioni, che come quelle presidenziali si tengono ogni anno bisestile, iniziano ufficialmente sia per il partito repubblicano sia per quello democratico con il caucus dell'Iowa, che si tiene solitamente in una data che oscilla tra inizio gennaio e inizio febbraio, mentre l'ultima consultazione si tiene solitamente verso la fine di giugno prima delle elezioni generali di novembre. La differenza tra elezione primaria e caucus sta nel fatto che i caucus sono incontri formali tra i vari candidati del partito e possono tenersi nei luoghi più svariati come scuole o chiese, la votazione può avvenire sia per alzata di mano sia verbalmente dopo che i vari candidati o un loro rappresentante ha tenuto un breve discorso per illustrare il suo programma mentre le primarie si dividono in chiuse, dove possono votare solo i membri iscritti al partito che svolge quella primaria, ed aperte, dove possono votare tutti i cittadini statunitensi. Il numero di delegati assegnati ad ogni candidato varia di partito in partito e di stato in stato e può utilizzare il sistema proporzionale oppure quello maggioritario (chi vince piglia tutto). Alla convention generale ai delegati si aggiungono i super delegati, membri del partito non schierati per nessun candidato e non legati da alcun vincolo di lealtà. La natura sfalsata della stagione delle primarie presidenziali consente ai candidati di concentrare le proprie risorse in ogni zona del paese, uno alla volta, invece di tenere campagne elettorali contemporaneamente in ogni stato; alcuni candidati per esempio preferiscono trascurare alcuni stati meno popolosi per concentrarsi su quelli che assegnano un maggior numero di delegati. Sta di fatto che molti degli stati più popolosi, come New York o la California, essendo disposti nella fase finale delle primarie risultano quasi ininfluenti al contrario di altri stati molto meno popolosi che risultano invece più decisivi solo perché posti nella fase iniziale delle consultazioni.

## Storia
Il primo vero antenato delle elezioni primarie fu la convention nazionale del partito anti massoneria, che il 26 settembre 1831 riunì i suoi dirigenti per nominare il candidato alle presidenziali del 1832; la riunione vide la nomination a candidato presidente di William Wirt. Bisogna aspettare fino al 1912 per assistere a delle vere e proprie elezioni primarie: in quelle consultazioni che si tennero soltanto in 14 stati sugli allora 48 parteciparono il presidente uscente William Howard Taft, Theodore Roosevelt e Robert LaFollette; la nomination la ottenne Taft, visto che godeva ancora di ottima popolarità sia tra la popolazione sia tra la dirigenza del partito.
Dopo le caotiche primarie del partito repubblicano del 1968 si decise per una rivoluzione per assicurare una maggiore partecipazione alle primarie, evitando in tal modo che un candidato perdente in tutti gli stati riesca a ottenere la nomination.

### Vantaggio del presidente in carica
Un presidente uscente in cerca di rielezione di solito non affronta alcuna opposizione tra i dirigenti del partito circa la sua ricandidatura alle elezioni presidenziali, soprattutto se questi sono ancora popolari tra la popolazione. Per i presidenti Ronald Reagan, Bill Clinton, George W. Bush e Barack Obama, per esempio, i loro rispettivi percorsi di ricandidatura sono stati decisamente tranquilli e la convention nazionale per l'elezione diventa pura formalità; tutti e quattro infine sono riusciti a ottenere la riconferma alle elezioni presidenziali per un secondo mandato. Recentemente tutti i partiti che avevano un loro esponente alla Casa Bianca hanno riconfermato questi alle elezioni presidenziali, unica eccezione fu il ritiro di Lyndon Johnson per un secondo mandato nel 1968.

### Assegnazione dei delegati alla convention
Come già detto ad ogni primaria o caucus che sia ogni candidato si vede assegnato un certo numero di delegati, per ottenere la nomination c'è bisogno di un certo numero di delegati stabilito prima dell'inizio delle elezioni. Oltre ai delegati esistono dei super delegati nominati tra membri del partito dai dirigenti dello stesso, il numero di questi viene annunciato soltanto il giorno prima della convention nazionale per sopperire a eventuali morti o ritiro dei delegati eletti. Se nessun candidato riuscisse ad ottenere la maggioranza richiesta di delegati e super delegati potrebbe verificarsi una brokered convention, ovvero una convention dove non è obbligatorio rispettare il cosiddetto voto di lealtà che costringe il delegato a votare per il candidato per il quale è stato eletto.